# Maria Björnson
Maria Elena Björnson est une cheffe décoratrice et costumière française. Née à Paris d'un père norvégien et d'une mère roumaine, elle est l'arrière petite-fille du dramaturge norvégien Bjørnstjerne Bjørnson, lauréat du prix Nobel de littérature en 1903.

## Biographie
Maria Björnson est née à Paris le 16 février 1949. Sa mère, Mia Prodan, est roumaine, et son père Björn Björnson est un homme d'affaires en Norvège. Leurs deux familles travaillent dans le théâtre. Maria Björnson grandit à Londres ; elle étudie au Lycée français, puis à l'École d'art Byam Shaw et à la Central School of Art and Design.
Elle conçoit ensuite des décors et des costumes pour le théâtre, le ballet et l'opéra. Elle commence son activité au Glasgow Citizens Theater. Elle poursuit sa carrière à la Royal Shakespeare Company, pour laquelle elle conçoit la scénographie du Fantôme de l'Opéra de Andrew Lloyd Webber, qui vaut en 1988 les prix Tony Award des meilleurs décors et des meilleurs costumes, le Drama Desk Award for Outstanding Set Design, et le Drama Desk Award for Outstanding Costume Design. Elle travaille aussi sur les Aspects de l'Amour de Trevor Nunn.
Maria Björnson est responsable du cours de scénographie, à la Central School of Art and Design.[réf. nécessaire] Elle morte à Londres le 13 décembre 2002, à 53 ans, et est enterrée au cimetière de Kensal Green de Londres.

## Postérité
En 2006, le Young Vic entièrement rénové ouvre un nouveau théâtre au nom de « Maria » en l'honneur de Björnson. La première représentation qui y est donnée est l'Amour et de l'Argent de Dennis Kelly, réalisée par Matthieu Dunster et conçue par Anna Fleischle.
En 2011, lors du concert du 25e anniversaire du Fantôme de l'Opéra, le lustre, considéré comme le plus grand chef-d'œuvre de Maria Björnson, est nommé Maria en son honneur. Son nom est incrusté à l'intérieur de l'ensemble estimé à 2 millions de dollars.